# ID ATTACK
『ID ATTACK』（アイディー・アタック）は、日本のロックバンド、PIERROTのメジャー・デビュー後4枚目に発売されたアルバム。2003年7月23日発売。発売元はユニバーサルJ。

## 概要
- 前作から1年3ヶ月ぶりのリリースとなった。本作は、自らのアイデンティティ（存在意義）を問いかけるアルバムとなっており、「ドラッグ」が隠されたテーマとなっている。
- 本作を引っさげて、2003年9月30日から全国ホールツアー『ATTACK [TO] THE FREEDOM』が行われた。
- 初回限定はデジパック仕様。
- 先行シングルとしてトリプルA面シングル「ネオグロテスク/薔薇色の世界/夕闇スーサイド」がリリースされたが、その3曲目の「夕闇スーサイド」は未収録となった。
- 本作のジャケットのアートディレクターはサカグチケン。
- キャッチコピーは、「辿り着いた“HEAVEN”は安息の地ではなかった。停滞するROCKシーンに、PIERROTが仕掛ける新たなミッション“ID ATTACK”!!」

## 収録曲
全作詞：キリト　太字はシングル曲。
1. a pill
  - 作曲：キリト
2. PSYCHEDELIC LOVER
  - 作曲：アイジ
3. DAYBREAK
  - 作曲：アイジ
4. Upper flower
  - 作曲：潤
5. ネオグロテスク
  - 作曲：アイジ

「ネオグロテスク／薔薇色の世界／夕闇スーサイド」1曲目。
6. 革命の黒い翼
  - 作曲：アイジ
7. ACID RAIN
  - 作曲：キリト
8. HILL -幻覚の雪-
  - 作曲：キリト
9. GOD BLESS ×me××××
  - 作曲：アイジ
10. MORNING JUNKY
  - 作曲：キリト
11. 薔薇色の世界 (album mix)
  - 作曲：アイジ

「ネオグロテスク／薔薇色の世界／夕闇スーサイド」2曲目。
12. ANSWER
  - 作曲：キリト